# Laephotis wintoni
Laephotis wintoni (Thomas, 1901) è un pipistrello della famiglia dei Vespertilionidi diffuso in Africa orientale e meridionale.

## Descrizione

### Dimensioni
Pipistrello di piccole dimensioni, con la lunghezza della testa e del corpo tra 53 e 64 mm, la lunghezza dell'avambraccio tra 37 e 41 mm, la lunghezza della coda tra 38 e 50 mm, la lunghezza del piede tra 6 e 9 mm, la lunghezza delle orecchie tra 21 e 24 mm e un peso fino a 10 g.

### Aspetto
La pelliccia è lunga. Le parti dorsali variano dal bruno-giallastro al bruno-rossastro con la base dei peli marrone scura, mentre le parti ventrali sono giallo-arancioni, bruno-rossastre o marroni chiare con la base dei peli bruno-nerastra, la gola più chiara e la regione pelvica completamente bianca. La testa è appiattita, il muso è marrone scuro. Le orecchie sono marroni scure, triangolari e molto allungate, con la punta arrotondata e i margini interni molto vicini tra loro sulla fronte ma mai uniti. Possono essere tenute erette sulla testa o piegate lateralmente ad angolo retto con il capo. Il trago è curvato in avanti, con la punta arrotondata, il margine interno convesso, quello esterno concavo e con un lobo basale. Le ali sono marroni scure o bruno-nerastre. La coda è lunga ed inclusa completamente nell'ampio uropatagio, il quale è più chiaro delle membrane alari e semi-trasparente. Il cariotipo è 2n=34 FNa=50.

## Biologia

### Comportamento
Si rifugia probabilmente tra le fessure di pareti rocciose. L'attività inizia la sera e continua per circa tre ore.

### Alimentazione
Si nutre di insetti.

### Riproduzione
Femmine gravide sono state catturate in Lesotho nel mese di novembre.

## Distribuzione e habitat
Questa specie è diffusa in Etiopia centrale, Kenya centro-meridionale, Tanzania settentrionale e centrale, Lesotho e nella provincia sudafricana del Free State.
Vive in boschi di acacia, foreste montane, fattorie, praterie fino a 2.650 metri di altitudine.

## Conservazione
La IUCN Red List, considerato il vasto areale e sebbene sia stato osservato in poche occasioni, classifica L.wintoni come specie a rischio minimo (Least Concern)).